# Poecilolycia zherichini
Poecilolycia zherichini är en tvåvingeart som beskrevs av Shatalkin 2000. Poecilolycia zherichini ingår i släktet Poecilolycia och familjen lövflugor. Inga underarter finns listade i Catalogue of Life.